# Ryota Ukai
Ryota Ukai (鵜飼 亮多 Ukai Ryota?, nacido el 28 de mayo de 1996 en Chiba) es un futbolista japonés que se desempeña como defensa.

## Trayectoria

### Clubes
| Club                | País  | Año  |
| ------------------- | ----- | ---- |
| Thespakusatsu Gunma | Japón | 2016 |
| Tochigi Uva FC      | Japón | 2017 |

## Estadística de carrera

### J. League
| Club                | Año   | J. League | J. League | Copa J. League | Copa J. League | Total | Total |
| Club                | Año   | Part.     | Goles     | Part.          | Goles          | Part. | Goles |
| ------------------- | ----- | --------- | --------- | -------------- | -------------- | ----- | ----- |
| Thespakusatsu Gunma | 2016  | 1         | 0         | -              | -              | 1     | 0     |
| Total               | Total | 1         | 0         | 0              | 0              | 1     | 0     |